# Composetia scotiae
Composetia scotiae är en ringmaskart som först beskrevs av Miles Joseph Berkeley 1956.  Composetia scotiae ingår i släktet Composetia och familjen Nereididae. Inga underarter finns listade i Catalogue of Life.